# Ridendo con... Cochi e Renato
Ridendo con... Cochi e Renato è la seconda raccolta del duo italiano Cochi e Renato, pubblicata nel 1979.

## Descrizione
L'album raccoglie materiale pubblicato da Cochi e Renato con la CGD e la sua sottoetichetta Derby, dal 1973 al 1978, anno del loro scioglimento, di cui questa raccolta è quindi una testimonianza postuma. È inoltre complementare alla precedente Ritratto di... Cochi e Renato, contenendo tutti brani differenti.
Le tracce contenute provengono dai dischi: A me mi piace il mare, Il reduce, Il piantatore di pellame, La gallina e La cosa dall'album Il poeta e il contadino del 1973; Il bonzo dall'album E la vita, la vita del 1974; Cos'è la vita, L'inquilino e Sturmtruppen dall'album Ritornare alle 17 del 1976; Libe-libe-là, dal singolo e dall'album omonimi.
Il disco è stato pubblicato in una sola edizione nel 1979 dall'etichetta discografica It, nella linea in economica della CGD Record Bazaar, in formato LP, con numero di catalogo RB 222.

## Tracce
1. A me mi piace il mare
2. Il reduce
3. Il piantatore di pellame
4. La cosa
5. La gallina
6. Libe-libe-là
7. Il bonzo
8. L'inquilino
9. Strumtruppen
10. Cos'è la vita

## Crediti
- Cochi Ponzoni - voce, chitarra
- Renato Pozzetto - voce, chitarra

## Edizioni
- 1979 - Ridendo con... Cochi e Renato (It - Record Bazaar, RB 222, LP)